# قحطی ۱۲۹۸–۱۲۹۶ ایران
قحطی ۱۲۹۸–۱۲۹۶ هجری خورشیدی (۱۹۱۷ تا ۱۹۱۹ میلادی) قحطی سراسری بود که تلفات جانی فراوانی در ایران گرفت.. این اتفاق همزمان با شیوع آنفلوانزای اسپانیایی در دنیا بود که درآن بیش از ۵۰ میلیون نفر از جمعیت ۱٫۵ میلیاردی جهان جان باخت. در آن زمان به غیر از ایران، آسیای مرکزی، اتیوپی و مستعمرات گوناگونی چون لبنانِ عثمانی، تانزانیای آلمان و رواندای بلژیک قحطی را تجربه کردند. ۱۰ سال قبل از آن، چین یکی از بزرگ‌ترین قحطی‌های تاریخش را تجربه کرد.
پس از آغاز جنگ جهانی اول و اعلام بی‌طرفی ایران، بخش‌هایی از کشور توسط نیروهای روسیه، عثمانی و بریتانیا اشغال شد و در همین زمان درگیری‌های داخلی نیز قدرت مرکزی را در ایران تضعیف کرده بود. در مورد تعداد ایرانیانی که در این زمان جان باختند اطلاعات زیادی در دست نیست و ارقام مورد مناقشه است. مورخان براین باورند که علاوه بر قحطی، مجموعه ای از اتفاقات چون شیوع وبا، دنیاگیری ۱۹۱۸ آنفلوانزای اسپانیایی و اعتیاد فراگیر به تریاک سبب بالارفتن آمار مرگ و میر در ایران شد. درباره رقم کشته‌ها بین مورخان اجماعی وجود ندارد و رای غالب بین یک تا سه میلیون نفر است.

## پیشینه
در نوامبر سال ۱۹۱۵ میلادی زمانی که ذخیره غلات جنوب شرق (استان سیستان و بلوچستان فعلی) به نظامیان بریتانیایی فروخته شد، قیمت هر خروار گندم به بیست تومان افزایش یافت. در شمال شرق ایران (استان خراسان فعلی)، نظامیان روس همه راه‌ها را بستند و از انتقال گندم به جز آنهایی که به مقصد ارتش روس بودند جلوگیری می‌کردند. به علاوه در اختیار قرار دادن چارپایانی همچون قاطر و شتر برای صنعت نفت در خوزستان و نیز برای خدمت‌رسانی به ارتش روسیه و انگلیس، شبکه حمل و نقل کشور را نابسامان کرده بود و توزیع غذا در کشور را با مشکل مواجه نموده بود و این منجر به نتایج فاجعه‌آمیز شده بود. هنگام جنگ، معمولاً هزینه انتقال غلات بیشتر از کشت آن در بسیاری از مناطق ایران بود. همه این مسائل، شرایط مردم را بدتر از قبل کرده بود.

## شیوع

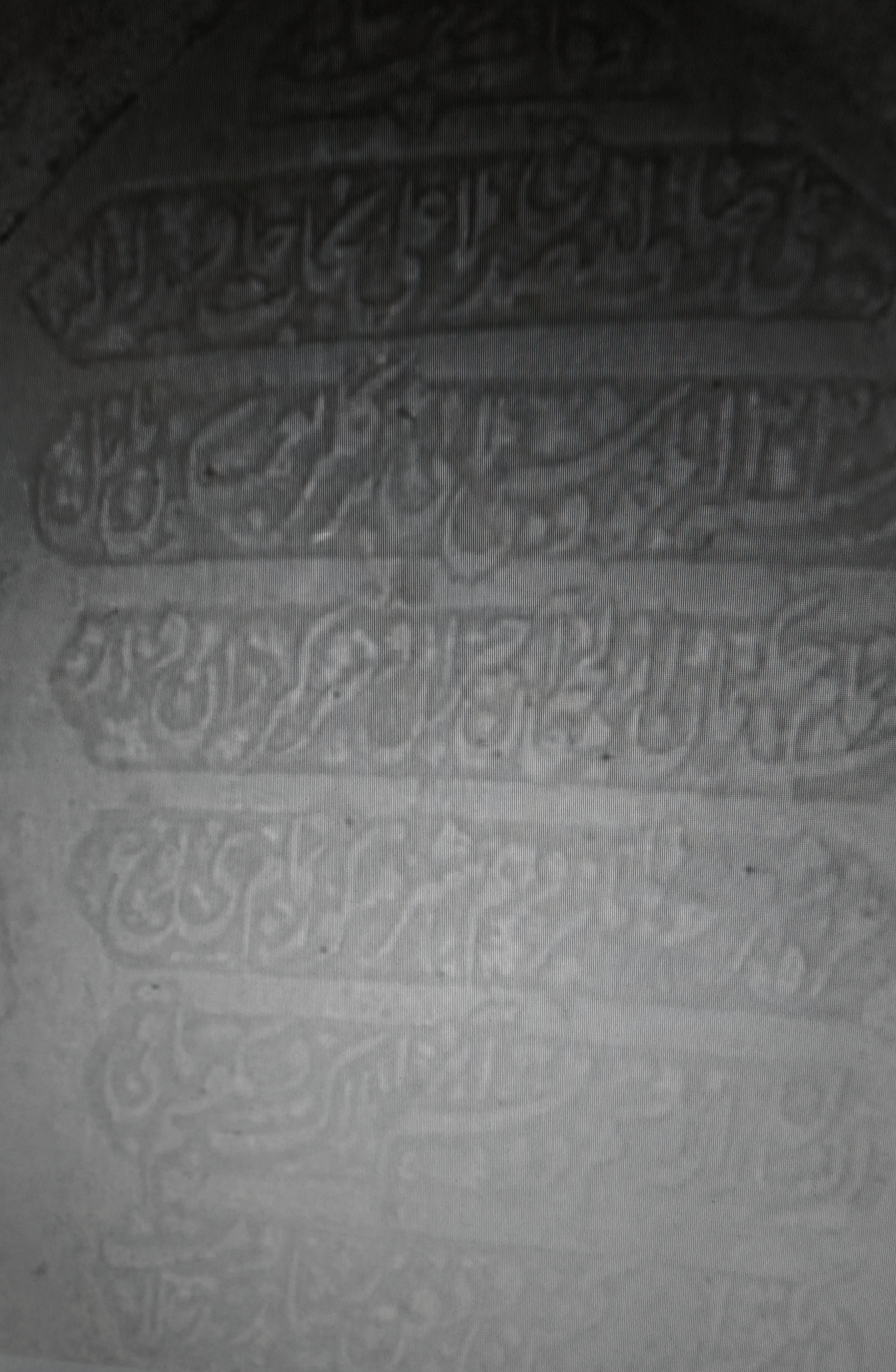
تصویر سنگ قبر یکی از درگذشتگان آنفلوانزای اسپانیایی در نورآباد (ممسنی) که بر روی آن چنین نوشته شده‌است: وفات مرحمت پناه علی رضا ولدصدق ملا علی نجات جاویدالله در سنهٔ ۱۳۳۷ (قمری) ناخوشی بلایی بر کل ربع مسکون نازل که تمام حکیمان از معالجه آن حیران و سرگردان و از غرهٔ شهر صفر تا پانزدهم شهر مذکور، تمامی نوع انسان را سه قسم و دو قسم آن را هلاک و یک قسم باقی و آن یک قسم از عهدهٔ کفن و دفن بر نیامدند. علامت ناخوشی عطسه ای و سرفه ای بود. به جهت عبرت نوشته شد.

مجموعه‌ای از خشک‌سالی‌ها که از سال ۱۹۱۶ میلادی شروع شدند، ذخیرهٔ محصولات کشاورزی را بیش از پیش خالی کردند. در اوایل ماه فوریه سال ۱۹۱۸ میلادی، خشکسالی در همه جای کشور گسترده شده بود و مردم هراسان در شهرهای بزرگ کشور شروع به غارت نانوایی‌ها و فروشگاه‌های مواد غذایی نمودند. در غرب شهر کرمانشاه، تقابل بین پلیس و مردم فقیر و گرسنه به جراحت انجامید. در تهران به خاطر احتکار و فروش استقراضی به مشتریان توسط نانواها وضعیت بدتر شده بود. فروش نان با کیفیت پایین یا به قیمت گزاف توسط بعضی نانواها افرادی که در تهران زیر خط فقر بودند را عصبانی نمود. در نتیجه به عنوان مثال، نقاشان که اخیراً یک صنف تشکیل داده بودند، تظاهراتی را در سال ۱۹۱۹ ترتیب دادند که طی آن مردم به نانوایی‌ها و سیلوهای غلات حمله کردند. آن‌ها از دولت درخواست کردند که سهمیه غذایی را افزایش دهد و نرخ نان را تثبیت کند و به علاوه بر روی کیفیت، توزیع و فروش مواد غذایی نظارت داشته باشد. با این حال، در شرایط پس از جنگ، نه دولت مرکزی و نه نیروهای خارجی در موقعیتی نبودند که بتوانند از شدت این فاجعه انسانی بکاهند. فجایعی که به خاطر قحطی و بیماری‌های مسری ایجاد شد تا سال‌ها ادامه پیدا کرد. به علاوه نمونه‌هایی از آدم‌خواری نیز گزارش شد.

## عوامل قحطی در ایران
ترکیبی از مصادره گسترده، واسطه گری هنگام جنگ، احتکار و مشکلات کشاورزی به عنوان دلایل این قحطی بیان شده‌است. به علاوه جنگ باعث به هم خوردگی تجارت و تولید محصولات کشاورزی شده بود.

### احتکار احمدشاه قاجار در زمان قحطی
یکی از محتکران عمده غلات، احمدشاه بود که تن به پیشنهاد خرید منصفانه رئیس‌الوزرای خود نیز نمی‌داد و مقادیر زیادی گندم و جو در انبارها ذخیره کرده بود. شاه قاجار در برابر پیشنهادهای خرید صدراعظم خود اظهار می‌داشت «جز به قیمت روز به صورت دیگر حاضر برای فروش نیستم».
در این برهه میرزا حسن خان مستوفی الممالک با جدیت و تلاش فراوان، به رغم درگیر شدن با عوامل آشکار و نهان انگلیس و روس، با وضع برنامه‌ای درصدد نجات هموطنان خود از این وضع آشفته، مقابله با محتکران و اتخاذ تدابیری برای خرید عادلانه ارزاق عمومی به ویژه گندم، برنج، جو و توزیع آن میان هموطنان بود.

### جنگ جهانی و ورود قوای روس و انگلیس به خاک ایران

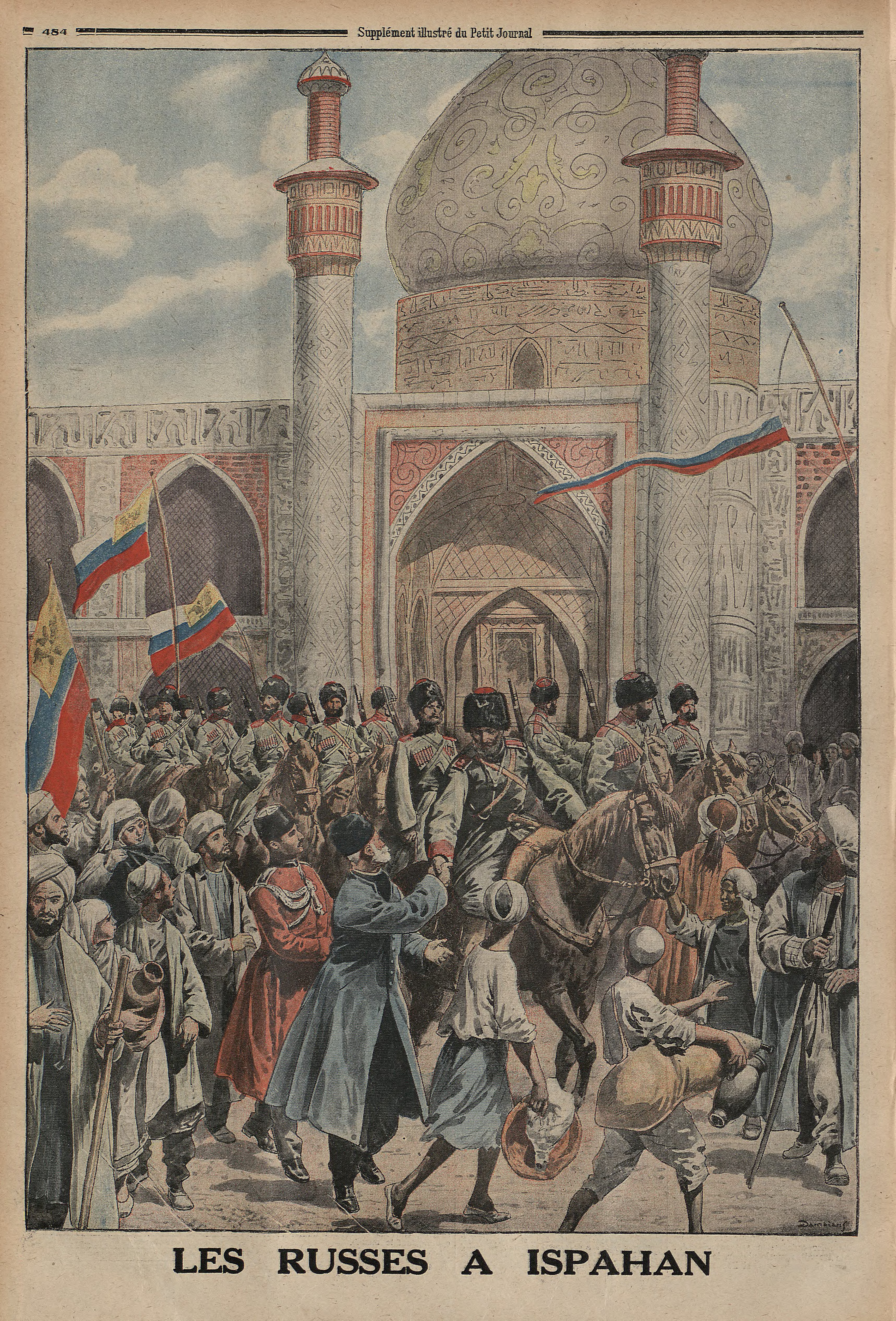
«روس‌ها در اصفهان»، تصویری چاپ‌شده در هفته‌نامه فرانسوی لو پتی ژورنال به تاریخ ۲۳ آوریل ۱۹۱۶

با وجود اعلام بی‌طرفی ایران، نیروهای انگلیس و روس از نقاط مختلف وارد کشور شدند. جدا از دلایل ژئوپلتیک و منابع حیاتی ایران که برای ادامه جنگ ضروری بود، یکی از دلایل این تعرض به ایران، شکل‌گیری احساسات همسو با آلمان از طریق یکی از مقامات دربار بود و بریتانیا از بیم وقوع کودتای آلمانی در ایران، نیروهای خود را تا پشت دروازه‌های پایتخت پیش آورد. با توجه به نیاز این قوا به آذوقه تمام غلات و مایحتاج ایرانیان حتی زیادتر از نیاز عمداً توسط قوای انگلیس جمع‌آوری می‌شد.

### خشکسالی و آفت زدگی
«مطابق اسناد تاریخی موجود در سازمان اسناد ملی ایران، در آستانهٔ جنگ یعنی قبل از ۱۹۱۴ (۱۲۹۲ هجری شمسی) نشانه‌هایی از بروز خشکسالی در بیشتر نقاط کشور مشاهده شده بود. این نشانه‌ها یکی کمبود باران بود. در حالت طبیعی میانگین بارش باران در ایران یک سوم بارش جهانی است و هرگاه این میزان اندک کاهشی نشان می‌دهد، خشکسالی در راه است. در آن دوره نیز گزارش‌هایی مبنی بر کاهش میزان بارندگی در بسیاری از مناطق به ویژه مناطق اطراف تهران مثل ورامین و شهریار به ثبت رسیده‌است. از طرف دیگر هم‌زمان بسیاری از انبارهای دولتی که غلات ذخیره کرده بودند دچار حمله حشرات و آفت شدند. علاوه بر این برخی مناطق مثلاً ورامین دچار سِن‌زدگی می‌شوند. این نشانه‌ها باعث شد بر اساس گزارشی که در اسفند ۱۲۹۲ از وزارت کشور به رئیس‌الوزرا می‌رسد، به رئیس دولت گفته شود چه نشسته‌اید که زارعان با دیدن این نشانه‌ها گندم‌هایشان را هر خروار ۸ تومان به محتکرین پیش‌فروش کرده‌اند. شکواییه‌های موجود در مجلس نشان می‌دهد که بسیاری از مبالغ نیز به زارعان پرداخت نشده و آنان برای احقاق حق خود به مجلس عریضه فرستاده‌اند.»

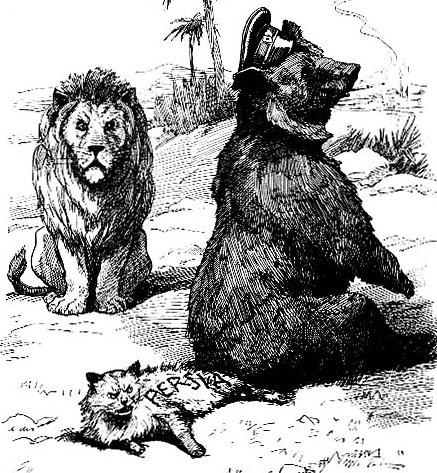
کاریکاتوری در یک مجله فکاهی انگلیسی (پانچ) در سال ۱۹۱۱ م، بازی بزرگ: شیر (انگلیس) به خرس (روس) می‌گوید: اگر همدیگر را نمی‌فهمیدیم، شاید می‌پرسیدم روی رفیق کوچکمان گربه (ایران) چه کار می‌کنی؟

## آمار کشته‌ها
ژنرال لیونل دنسترویل دربارهٔ اقدام انگلیس در خرید غله در ایران می‌نویسد: «در اثر خریدهای ما قیمت غله بالاتر رفت و هر افزایش جزئی به معنای مرگ بسیاری از افراد بود» وی در تاریخ ۵ مهٔ ۱۹۱۸ (۱۴ اردیبهشت ۱۲۹۷) از همدان می‌نویسد: «قحطی در این‌جا اسفناک است… ما محصول را ۴۰ تومان می‌خریم و امیدواریم مقداری هم کمتر از این تهیه کنیم. هر روز بسیاری می‌میرند و بسیاری نیز در حال کمک‌رسانی مرده‌اند. اکنون که برف‌ها آب شده و بهار آغاز شده‌است، مردم می‌روند بیرون و مثل گاو در مراتع می‌چرند». بسیاری از این مردم نگون‌بخت در حال چریدن در مراتع مرده‌اند. پاره‌ای از منابع مانند محمدقلی مجد از این فراتر رفته‌اند و ادعا نموده‌اند که هیچ کشوری مانند ایران از جنگ جهانی آسیب ندیده‌است. به نوشته عباس میلانی بسیاری از دیدگاه‌های ارائه شده توسط مجد محل شک می‌باشد. در کارهای مجد، او تمایل به این داشته‌است تا منابعی گلچین کند که دیدگاه از پیش تعیین شده او را تأیید کند.
پژوهشگرانی همچون یرواند آبراهامیان، همایون کاتوزیان و بری روبین در بررسی‌های پژوهشی خود مرگ بر اثر گرسنگی و بیماری را حدود دو میلیون نفر برآورد کرده‌اند. تحلیلگران سازمان سیا استیون آر و کنت ام پولاک نیز برآورد مشابهی داشته‌اند. یرواند آبراهامیان کتاب مجد را دارای مباحث اغراق‌شده از تلفات دوران قحطی دانسته‌است. مورخانی همچون محمود مسکوب و عباس میلانی نیز در این مورد با او هم‌نظر هستند. آبراهامیان اطلاق نسل‌کشی به قحطی را یک اتهام وحشیانه دانسته و علت اصلی مرگ و میر مردم را شیوع بیماری‌هایی چون طاعون، تیفوس و آنفلوانزای اسپانیایی در آن سال دانسته‌است. کورمک او گرادا صحت آمار مرگ و میر را مورد بحث قرار داده و آن را نمونه‌ای از ادعاهایی دانسته که دلایل معتبری برای اثبات آن وجود ندارد. علیداد مافی نظام و آریا مهرابی نیز نظر مشابهی داشته و نظر محمدقلی مجد را دارای ضعف روش شناختی دانسته‌اند.
لِوْ ایوانوویچ میروشنیکف دربارهٔ خسارات و ویرانی‌های ایران در جنگ جهانی اول می‌نویسد:جنگ جهانی اول برای مردم ایران بداقبالی‌ها و مشقات بی‌شماری به همراه آورد. مناطق وسیعی در اثر جنگ تخریب شده، ده‌ها هزار ایرانی دچار قحطی شده یا بر اثر بیماری مردند. بسیاری زندگی خود را در اثر عملیات‌های نظامی از دست دادند یا خسارت دیدند. در نگاه به گذشته، حتی اکنون نیز سخت است بتوان گفت چگونه ایران می‌توانست لطمهٔ کمتری ببیند. دفاع از تمامیت ملی در برابر دست‌اندازی‌های قدرت‌های بزرگ که هر کدام تسلط بر ایران را پاداشی در نبرد برای مستعمرات جدید و حوزه‌های نفوذ خود می‌دیدند، ناممکن بود.
احمد کسروی می‌گوید در سال ۱۳۳۶ قمری (۱۲۹۷ شمسی) جنگ جهانی در میان بود و گرانی نیز پیش‌آمد و می‌توان گفت یک سوم مردم از میان رفتند و در آن سال در تبریز آشکارا می‌دیدم که توانگران دست بینوایان نمی‌گرفتند و وقتی خویشان و همسایگانشان از گرسنگی می‌مردند، پروا نمی‌داشتند و مردگان از بی کفنی روی زمین می‌ماندند.

## قحطی در همدان در دوران جنگ جهانی اول
قحطی در همدان در دوران جنگ جهانی اول به قحطی شدیدی که در سال‌های حدود ۱۲۹۶ شمسی، ۱۹۱۸ میلادی، ۱۳۳۴ قمری در اواخر دوران قاجار در اثر خشکسالی و حضور قوای مختلف بیگانهٔ روس، انگلیس، عثمانی و آلمانی در همدان رخ داد، اشاره دارد.
ژنرال دنسترویل فرمانده نیروهای انگلیسی در شمال و غرب ایران در ماه مه سال ۱۹۱۸ میلادی قحطی هولناک در همدان را این‌گونه ترسیم می‌کند: شواهد قحطی هولناک بود. چند مورد آدمخواری در شهر رخ داده‌است. هر کس که قدمی در شهر می‌زد با آزاردهنده‌ترین مناظر روبرو می‌شد. کسی نمی‌تواند این صحنه‌ها را تاب بیاورد. مردم می‌میرند و کسی نیست که کمکی کند. گاه جسد آدم‌ها آن قدر کنار جاده‌ها، بی‌آنکه کسی نگاهی به آنها بیندازد، می‌ماند، تا آنکه از بیم لطمه به دیگران، دیگر چاره‌ای جز دفن آنها نباشد. او افشا می‌کند که از جمعیت ۵۰٬۰۰۰ نفری شهر، دست کم ۳۰ درصد در آستانهٔ قحطی قرار داشتند و برای درصد بزرگی از آنها مرگ ناگزیر بود. دنسترویل مدعی بود که ثروتمندان همدان، سود کلانی از فروش غله به انگلیسی‌ها نصیبشان شده‌بود، اما میل نداشتند به برادران دینی فقیر خود کمک کنند، تا زنده بمانند. ژنرال دنسترویل همچنین دربارهٔ اقدام انگلیس در خرید غله در ایران می‌نویسد: در اثر خریدهای ما قیمت غله بالاتر رفت و هر افزایش جزئی به معنای مرگ بسیاری از افراد بود.
دولت ایران تلاش می‌کرد جلوی خرید منابع غذایی توسط انگلیسی‌ها را بگیرد. دنسترویل می‌نویسد: من نه‌تنها می‌خواستم نیازهای خود را تأمین کنم، بلکه قصد داشتم مقداری هم برای نیروهایی که باید سرانجام این جاده را طی می‌کردند، ذخیره کنم. اما اوضاع قحطی دست و پای مرا بسته بود. از سوی دیگر با مقاومت مقام‌های محلی روبرو بودیم که از دولت تهران فرمان گرفته‌بودند تا مانع از دسترسی انگلیسی‌ها به هرگونه منبع غذایی شوند. دنسترویل افشا می‌کند که انگلیسی‌ها مخفیانه تمام مخابرات میان حکومت تهران و حاکمان ولایات در غرب ایران را شنود می‌کرده‌اند. دولت ایران فرمان داده‌بود که تمام مقاطعه‌کاران غله که به انگلیسی‌ها غله می‌فروختند، باید دستگیر شوند. دستور اجرا شده‌بود، اما بلافاصله دنسترویل دولت ایران را برای رهایی آنها تحت فشار قرار داده‌بود.

### روایت افراد
اوضاع چنان سخت بود و ایرانی‌ها چنان گرسنه بودند که نمی‌توانستند به مبارزه ادامه دهند. بسیاری از ایرانیان جان خود را از شدت گرسنگی و قحطی از دست داده بودند. آنچنان بود که با دیدن یک مار در صحرا، آن را شکار می‌کردیم و از گوشتش برای زنده ماندن استفاده می شد.— عین‌الله محمودی همدانی، نظامی وقت، پدر صنعت مخابرات ایران
در آن سوی جبهه درباره اوضاع اقتصادی وخیم ایران و کمبود ارزاق بسیار شنیده بودم؛ اما اکنون پس از روبرو شدن با این واقعیت هولناک، برای نخستین بار معنی کامل آن را در می‌یافتم.
پشته‌های اجساد چروکیده مردم فلک زده، از زن و مرد، در معابر عمومی افتاده است. میان انگشتان سفت و خشکیده آن‌ها علف‌هایی که از کنار جاده کنده و یا ریشه‌هایی که از مزارع درآورده و می‌خواسته‌اند با آن از عذاب قحطی و مرگ از گرسنگی کم کنند، هنوز پیداست.
گام آدم نما‌هایی از پوست و استخوان، با چشمان گود افتاده، چهار دست و چا روی جاده جلوی خودرویی که نزدیک می‌شد می‌خزیدند و بی آنکه نای حرف زدن داشته باشند با اشاراتی برای لقمه نانی التماس می‌کردند… در قصر شیرین که توقف کوتاهی داشتیم، جماعت گرسنه ما را محاصره کردند و غذا می‌خواستند. زن بدبختی با طفلی در بغل به ما التماس می‌کرد که بچه اش را نجات دهیم
داناهو ورود نیرو‌های انگلیسی به روستای کرند را توصیف می‌کند: «مردمش مثل کوتوله‌هایی بودند که ماه‌ها گرسنگی آن‌ها را به مشتی گرگ عنق و وحشی و بی تاب از گرسنگی تبدیل کرده بود. در چشمانشان می‌شد برق نگاه حیوان وحشی به دام افتاده را دید. وقتی کاروان ما نزدیک شد همه گریختند؛ مردان، زنان و کودکان،همه جا متروک و ویران بود… در ادامه راه چند دهقان ژولیده و چندش آور دیدیم که از بیداد گرسنگی دیگر شبیه آدم نبودند. آن‌ها روز‌ها از بیغوله‌هایی تاریک بیرون می‌خزیدند تا نخست برای جانشان و بعد برای تکه نانی گدایی کنند. ما درخواست نخستشان را اجابت می‌کردیم، اما همیشه نمی‌توانستیم درخواست دومشان را برآورده سازیم. «در هارون آباد، مردم همانند دیگر هم سلکان خود در ایران گرسنه بودند و دور و بر آشپزخانه‌های اردوگاه‌ها جمع می‌شدند و هر لقمه غذایی را که برایشان پرت می‌شد، حریصانه می‌قاپیدند.— سرگرد داناهو، خبرنگار شناخته شده جنگ، به ارتش انگلیس پیوسته بود، او در ژانویه ۱۹۱۸ به عنوان افسر اطلاعات مامور خدمت در «نیروی هیس هیس» یا همان دنسترفورس شد. او در ۵ آوریل ۱۹۱۸ وارد ایران شد، 

## گزارش‌های وایت و ساوترد و نقش میرزا کوچک خان در کمک به مردم قحطی زده ایران
در ماه آوریل ۱۹۱۸ (فروردین ۱۲۹۷)، فرانسیس وایت دبیر سفارت آمریکا از بغداد به تهران سفر می‌کند. کالدول می‌نویسد: «مفتخراً به ضمیمه، یادداشت دبیر سفارت را که حاوی اطلاعاتی است که نامبرده طی سفر خود از بغداد به تهران گردآوری کرده و ممکن است مورد علاقه آن وزارتخانه قرار گیرد، ارسال می‌کنم.» وایت وضع گرسنگی را چنین تشریح می‌کند.
در سرتاسر جاده‌ها کودکان لخت دیده می‌شوند که فقط پوست و استخوان‌اند. قطر ساقهایشان بیش از سه اینچ نیست و صورتشان مانند پیرمردان و پیرزنان هشتاد ساله تکیده و چروکیده است. همه جا کمبود دیده می‌شود و مردم ناگزیرند علف و یونجه بخورند و حتی دانه‌ها را از سرگین سطح جاده جمع می‌کنند تا نان درست کنند. در همدان چندین مورد دیده شد که گوشت انسان می‌خورند و دیدن صحنه درگیری کودکان و سگ‌ها بر سر جسد یا به دست آوردن زباله‌هایی که به خیابان‌ها ریخته می‌شود عجیب نیست.

### نقش میرزا کوچک خان و کمک او به قحطی زدگان ایران
نهضت جنگل مقارن با قحطی در ایران بود. در این مقطع در جغرافیای حکومت میرزا کوچک خان آثار قحطی کمتر دیده می‌شد و جنگلی‌ها با مدیریت منابع طبیعی و کشاورزی گیلان توانسته بودند این قحطی بزرگ را در محدودهٔ سرزمینی خود کنترل کنند.
همزمان با شرایط سخت قحطی بزرگ در ایران، نهضت جنگل توانست علاوه بر کنترل قحطی در گیلان، پناهگاهی برای بسیاری از ایرانیان باشد. جنگلی‌ها مقرری مشخصی از برنج برای مردم تهران، همدان، و چند شهر و آبادی دیگر در نظر گرفته بودند. عملکرد کمیته تحت ریاست کوچک خان در خصوص مدیریت قحطی باعث شد هیئت‌های مذهبی آمریکایی حقوق بشری در رشت پول امداد را پس فرستند و بگویند به دلیل تدابیر مؤثری که جنگلی‌ها به کار گرفته‌اند به کمک ایشان نیازی نبوده‌است. همچنین پدر موری سرپرست هیئت مذکور، موفقیت جنگلی‌ها را بدین گونه ستود: جنگلی‌ها ماهانه ۱۰ هزار دلار صرف مراقبت از پناهندگان قحطی زده‌ای می‌کنند که به رشت می‌آیند.
به گفته یکی از پزشکان بیمارستان آمریکایی در تهران با نام جی دی فریم، جنگلی‌ها با فراهم آوردن سرپناه برای مردم بی‌پناه و کنترل ورود و خروج برنج از شهر رشت عملیات امداد ترتیب دادند. این عملیات امداد شگفتی این پزشک را برانگیخته بود.

## کمک آمریکا به ایران
گزارش‌هایی در مورد کمک‌های انسان‌دوستانهٔ سازمان‌های غیردولتی آمریکایی به ایران در زمان قحطی وجود دارد. پس از درخواست حکومت ایران از آمریکا برای وامی یک میلیون تومانی ، دولت آمریکا یک وام بلاعوض به ایران داده‌است. در یکی از نامه‌های موجود در اسناد وزارت امور خارجه آمریکا گفته شده که مردم آمریکا بالغ بر دو میلیون دلار کمک برای مردم قحطی‌زدهٔ ایران فرستاده‌اند.